# Jak złamać 10 przykazań
Jak złamać 10 przykazań (ang. The Ten, 2007) – amerykańska komedia w reżyserii Davida Waina.

## Fabuła
Film składa się z dziesięciu opowieści, z których każda ilustruje jedno z 10 przykazań. Pozornie ze sobą nie powiązane, poszczególne historie zazębiają się poprzez obecność tych samych bohaterów (w jednej opowieści trzecioplanowych, w innej w głównej roli) – aż dla uważnego widza układają się w spójną całość. Mnóstwo pastiszowych odniesień do popkultury. 
Poszczególne historie zapowiada prezenter (Paul Rudd), niby w dawnych sztukach teatralnych, na pustej scenie ozdobionej tylko kamiennymi tablicami Dekalogu. Jednak nie udaje mu się zachować dostojeństwa i powagi, bo w interludiach przeszkadza mu w tym a to żona (Famke Janssen), a to znów przyjaciółka (Jessica Alba).

### Nie będziesz miał bogów cudzych przede mną
Młody mężczyzna (Adam Brody), który przez przypadek wyskoczył z samolotu bez spadochronu, wbił się w ziemię, a lekarze orzekli, że nie można go ruszać. Dzięki sprytnemu agentowi (Ron Silver) stał się gwiazdą telewizji i celebrytą. Tę obiecującą karierę łamie mu stosunek manualny z nieletnią fanką. Z dnia na dzień media zaczynają go bojkotować, widzowie nienawidzić, a narzeczona (Winona Ryder) odchodzi z dziennikarzem telewizyjnym (Mather Zickel).

### Nie będziesz wzywał imienia Boga twego nadaremno
Trzydziestoletnia bibliotekarka (Gretchen Mol) jest wciąż dziewicą. Zmienia się to na wakacyjnym wyjeździe do Meksyku, gdzie zawiera znajomość z Jezusem (Justin Theroux). Ten lokalny wytwórca protez jest kimś wyjątkowym, więc choć znajomość nie trwała długo, jest w jej pamięci żywa nawet po latach. Gdy już od dawna jest szczęśliwą żoną i matką, podczas stosunku z mężem (A.D. Miles) wyrywa jej się: "O, Jezus!". Mąż ma pretensje: "A gdybym ja zawołał Patricia?".

### Nie zabijaj
Lekarz (Ken Marino) zaszył pacjentce w brzuchu nożyczki, czym spowodował jej śmierć. Zostaje uznany winnym morderstwa i trafia do więzienia, gdzie jest zmuszony zostać "żoną" starszego więźnia, pseudo Misiek (Michael Mulheren). Z kolei jego oskarżyciel (Zak Orth), wyrzucony z pracy przez agresywną sędzinę (Novella Nelson), zostaje przewodnikiem w elektrowni atomowej.

### Czcij ojca swego i matkę swoją
Po śmierci męża wdowa (Kerri Kenney-Silver) musi wreszcie odpowiedzieć na pytanie synów-bliźniaków, dlaczego są Afroamerykanami, skoro oboje rodzice byli biali. Wyjaśnia im, że w młodości była dziennikarką i przy przeprowadzaniu wywiadów z celebrytami uprawiała z nimi seks. O ile dobrze pamięta, prawdziwym ojcem bliźniaków jest Arnold Schwarzenegger, dlatego są tacy wysocy. Aby chłopcy mogli poznać prawdziwego ojca, wynajmuje naśladującego go aktora (Oliver Platt). Lecz kiedy chłopcy już się zdążyli z nim zaprzyjaźnić, matka przypomina sobie, że ich ojcem wcale nie był Schwarzenegger, tylko Arsenio Hall, co wyjaśnia kolor skóry bliźniaków. Niestety, wynajęty aktor nie potrafi imitować Arsenia Halla, ale za to świetnie naśladuje Billa Cosby'ego. Chłopcy stwierdzają, że "prawdziwym ojcem nie jest ten, kto cię spłodził, ani ten kto się wychował, ale ten, kto potrafi naśladować aktora, który jest tej samej rasy, co inny aktor, który cię spłodził".

### Ani żadnej rzeczy, która jego jest
Zamieszkały w domku jednorodzinnym policjant (Liev Schreiber) rywalizuje ze swoim sąsiadem (Joe Lo Truglio) na dobra materialne. Kiedy sąsiad kupuje tomograf, on dwa. Więc tamten zamawia kolejne tomografy, a on jeszcze więcej. Aż obydwaj mają domy wypełnione tomografami, a ich rodziny uciekają. Wreszcie skłóceni sąsiedzi godzą się i idą razem na piwo. W tym czasie awaria w elektrowni atomowej powoduje napromieniowanie grupy dzieci wraz z przewodnikiem. Ich życie mogą uratować tomografy, ale niestety, domy nimi wypełnione są zamknięte na głucho. Ich właściciele kończąc picie piwa, dowiadują się z telewizora o tej tragedii.

### Nie pożądaj żony bliźniego swego
Do osadzonego w więzieniu doktora (Ken Marino) uśmiecha się inny więzień (Rob Corddry). Panowie zaprzyjaźniają się, a nowy znajomy wyznaje doktorowi, że chciałby go cwelić co noc wbrew jego woli. Ale doktor jest przecież "żoną" Miśka (Michael Mulheren), więc wydaje się, że nic z tego. Jednak z czasem doktor czuje, że chyba chce być przez nowego znajomego cwelony wbrew swojej woli – "i tak co noc". Wyznaje to Miśkowi, a ten, mimo poczucia odrzucenia, wykazuje zrozumienie dla miłości i pozwala mu odejść. Doktor oddaje się nowemu partnerowi wbrew swojej woli i są szczęśliwi. Podglądający ich strażnik recytuje klasykę.

### Nie kradnij
Piękna kobieta (Winona Ryder) od niedawna jest zamężna z dziennikarzem telewizyjnym (Mather Zickel), ale pożycie małżeńskie z nim nie daje jej satysfakcji. Przypadkowo oglądają występ brzuchomówcy (Michael Ziegfeld). Ona zakochuje się w drewnianej lalce brzuchomówcy, kradnie ją i uprawia z nią seks. Mąż przyłapuje ją na tym. Ona ucieka z ukochaną lalką. "Pełnia życia" – mówi do siebie.

### Nie mów fałszywego świadectwa przeciw bliźniemu swemu
Po utracie lalki, a tym samym pracy, brzuchomówca (Michael Ziegfeld) zostaje narkomanem. Na melinie heroinistów wysłuchuje psychodelicznej opowieści o Nosorożcu-Kłamczuchu, od którego pochodzi nazwa najlepszego "towaru". Przez notoryczne kłamstwa nikt nie uwierzył Nosorożcowi, że banda jamników namawiających wszystkich do seksu była zarażona śmiertelną chorobą, a w efekcie wszyscy umarli na tę chorobę. Po tych przeżyciach Nosorożec-Kłamczuch został dilerem narkotyków i przed chwilą dostarczył towar.

### Nie cudzołóż
Zapowiadający poszczególne opowieści prezenter (Paul Rudd) ma własny problem. Choć już jakiś czas minął, odkąd zostawił żonę (Famke Janssen), a jego obecna partnerka (Jessica Alba) jest świetnie zarabiającą gwiazdą filmową, zdobywczynią Oscarów, to jednak więcej łączy go z żoną. 

### Pamiętaj, abyś dzień święty święcił
Kiedy co niedzielę żona (Gretchen Mol) z dziećmi jedzie do kościoła, Olivier (A.D. Miles) wolałby zostać w domu. Pewnego razu symuluje więc chorobę. Gdy zostaje sam, rozbiera się do naga i pije piwo, słuchając piosenek Roberty Flack. Tak mu się to podoba, że w kolejną niedzielę powtarza kłamstwo o chorobie, a w dodatku zaprasza kolegę (Bobby Cannavale), zaś w kolejnych tygodniach większą liczbę mężczyzn. Wszyscy świetnie się bawią, chodząc po domu na golasa, pijąc piwo i słuchając Roberty Flack (na przykład Killing Me Softly, choć uważają ten utwór za przereklamowany). Którejś niedzieli żona wyszła wcześniej z kościoła i choć z ostrzeżeniem zadzwonił do Oliviera sam gubernator, panowie nie zdążyli się ubrać. W tej sytuacji Olivier wyśpiewuje przed żoną i dziećmi swoje odczucia związane ze świętowaniem niedzieli.

## Obsada
- Paul Rudd jako Jeff Reigert
- Famke Janssen jako Gretchen Reigert, żona Jeffa
- Adam Brody jako Stephen Montgomery
- Winona Ryder jako Kelly La Fonda, narzeczona Stephena
- Mather Zickel jako Louis La Fonda, dziennikarz telewizyjny
- Ron Silver jako Fielding Barnes, agent Stephena
- Jon Hamm jako Chris Knarl, instruktor spadochroniarstwa
- Jessica Alba jako Liz Anne Blazer
- Gretchen Mol jako Gloria Jennings
- A.D. Miles jako Oliver Jennings
- Justin Theroux jako Jezus
- Ken Marino jako doktor Glenn Richie
- Jason Sudeikis jako Tony Contiella, mąż zmarłej pacjentki
- Novella Nelson jako sędzia Sophia R. Jackson
- Zak Orth jako Barge Michaelson, prokurator, a później przewodnik w elektrowni atomowej
- Michael Mulheren jako Carvin Waggle, pseudo Misiek – więzienny "mąż" doktora
- Kerri Kenney-Silver jako Bernice Jaffe
- Oliver Platt jako Marc Jacobson, aktor imitujący Arnolda Schwarzeneggera i Billa Cosby'ego
- Liev Schreiber jako Ray Johnson, policjant
- Joe Lo Truglio jako Paul Mardino, sąsiad Raya
- Rob Corddry jako Duane Rosenblum, więzień zakochany w doktorze
- Michael Ian Black jako Jamberg Saivon, strażnik więzienny
- Janeane Garofalo jako Beth Soden, pracownik elektrowni atomowej
- Michael Ziegfeld jako Harlan Swallow, brzuchomówca
- Thomas Lennon jako Scotty Pale
- Bobby Cannavale jako Marty McBride
- Michael Showalter jako Flarn Bleern, porucznik policji
- John Tormey jako Jerry Park, śmieciarz
- H. Jon Benjamin jako Nosorożec-Kłamczuch (głos)